# Esquí de fons als Jocs Olímpics d'hivern de 1988
Als Jocs Olímpics d'Hivern de 1988 celebrats a la ciutat de Calgary (Canadà) es disputaren vuit proves d'esquí de fons, quatre en categoria masculina i quatre més en categoria femenina. En aquesta edició s'introduí la modalitat de l'esquí de fons en estil lliure en les proves de 50 km. (categoria masculina) i 20 km. (categoria femenina), en la resta de proves es mantingué l'estil clàssic.
Les proves es realitzaren entre els dies 14 i 27 de febrer de 1988 a les instal·lacions esportives de Canmore Nordic Centre Provincial Park. Hi participaren un total de 197 esquiadors, entre ells 120 homes i 77 dones, de 35 comitès nacionals diferents.

## Resum de medalles

### Categoria masculina
| Prova                   | Or                                                                | Argent                                                                                      | Bronze                                                                  |
| 15 km Detalls           | Mikhail Devyatyarov                                               | Pål Gunnar Mikkelsplass                                                                     | Vladímir Smirnov                                                        |
| 30 km Detalls           | Alexey Prokurorov                                                 | Vladímir Smirnov                                                                            | Vegard Ulvang                                                           |
| 50 km Detalls           | Gunde Svan                                                        | Maurilio De Zolt                                                                            | Andy Grünenfelder                                                       |
| 4x10 km relleus Detalls | SuèciaJan Ottosson · Thomas Wassberg · Gunde Svan · Torgny Mogren | Unió SovièticaVladímir Smirnov · Vladímir Sakhnov · Mikhail Devyatyarov · Alexey Prokurorov | TxecoslovàquiaRadim Nyč · Václav Korunka · Pavel Benc · Ladislav Švanda |

### Categoria femenina
| Prova                  | Or                                                                                     | Argent                                                              | Bronze                                                                                 |
| 5 km Detalls           | Marjo Matikainen                                                                       | Tamara Tikhonova                                                    | Vida Vencienė                                                                          |
| 10 km Detalls          | Vida Vencienė                                                                          | Raïssa Smetànina                                                    | Marjo Matikainen                                                                       |
| 20 km Detalls          | Tamara Tikhonova                                                                       | Anfisa Reztsova                                                     | Raïssa Smetànina                                                                       |
| 4x5 km relleus Detalls | Unió SovièticaSvetlana Nageykina · Nina Gavrilyuk · Tamara Tikhonova · Anfisa Reztsova | NoruegaTrude Dybendahl · Marit Wold · Anne Jahren · Marianne Dahlmo | FinlàndiaPirkko Määttä · Marja-Liisa Kirvesniemi · Marjo Matikainen · Jaana Savolainen |

## Medaller
| Posició | País           | Or | Argent | Bronze | Total |
| 1       | Unió Soviètica | 5  | 5      | 3      | 13    |
| 2       | Suècia         | 2  | 0      | 0      | 2     |
| 3       | Finlàndia      | 1  | 0      | 2      | 3     |
| 4       | Noruega        | 0  | 2      | 1      | 3     |
| 5       | Itàlia         | 0  | 1      | 0      | 1     |
| 6       | Suïssa         | 0  | 0      | 1      | 1     |
| 6       | Txecoslovàquia | 0  | 0      | 1      | 1     |
|         |                |    |        |        |       |
| Total   | Total          | 8  | 8      | 8      | 24    |